# Episodi di Poldark (serie televisiva 2015) (quarta stagione)
La quarta stagione della serie televisiva Poldark è trasmessa nel Regno Unito per la prima volta dall'emittente BBC One dal 10 giugno al 29 luglio 2018.
In Italia, la stagione è andata in onda in prima visione sul canale satellitare La EFFE dal 14 giugno al 5 luglio 2019.
| nº | Titolo originale | Titolo italiano | Prima TV UK    | Prima TV Italia |
| -- | ---------------- | --------------- | -------------- | --------------- |
| 1  | Episode 1        | Episodio 1      | 10 giugno 2018 | 14 giugno 2019  |
| 2  | Episode 2        | Episodio 2      | 17 giugno 2018 | 14 giugno 2019  |
| 3  | Episode 3        | Episodio 3      | 24 giugno 2018 | 21 giugno 2019  |
| 4  | Episode 4        | Episodio 4      | 1º luglio 2018 | 21 giugno 2019  |
| 5  | Episode 5        | Episodio 5      | 8 luglio 2018  | 28 giugno 2019  |
| 6  | Episode 6        | Episodio 6      | 15 luglio 2018 | 28 giugno 2019  |
| 7  | Episode 7        | Episodio 7      | 22 luglio 2018 | 5 luglio 2019   |
| 8  | Episode 8        | Episodio 8      | 29 luglio 2018 | 5 luglio 2019   |